# Hendrik Jan Wolter

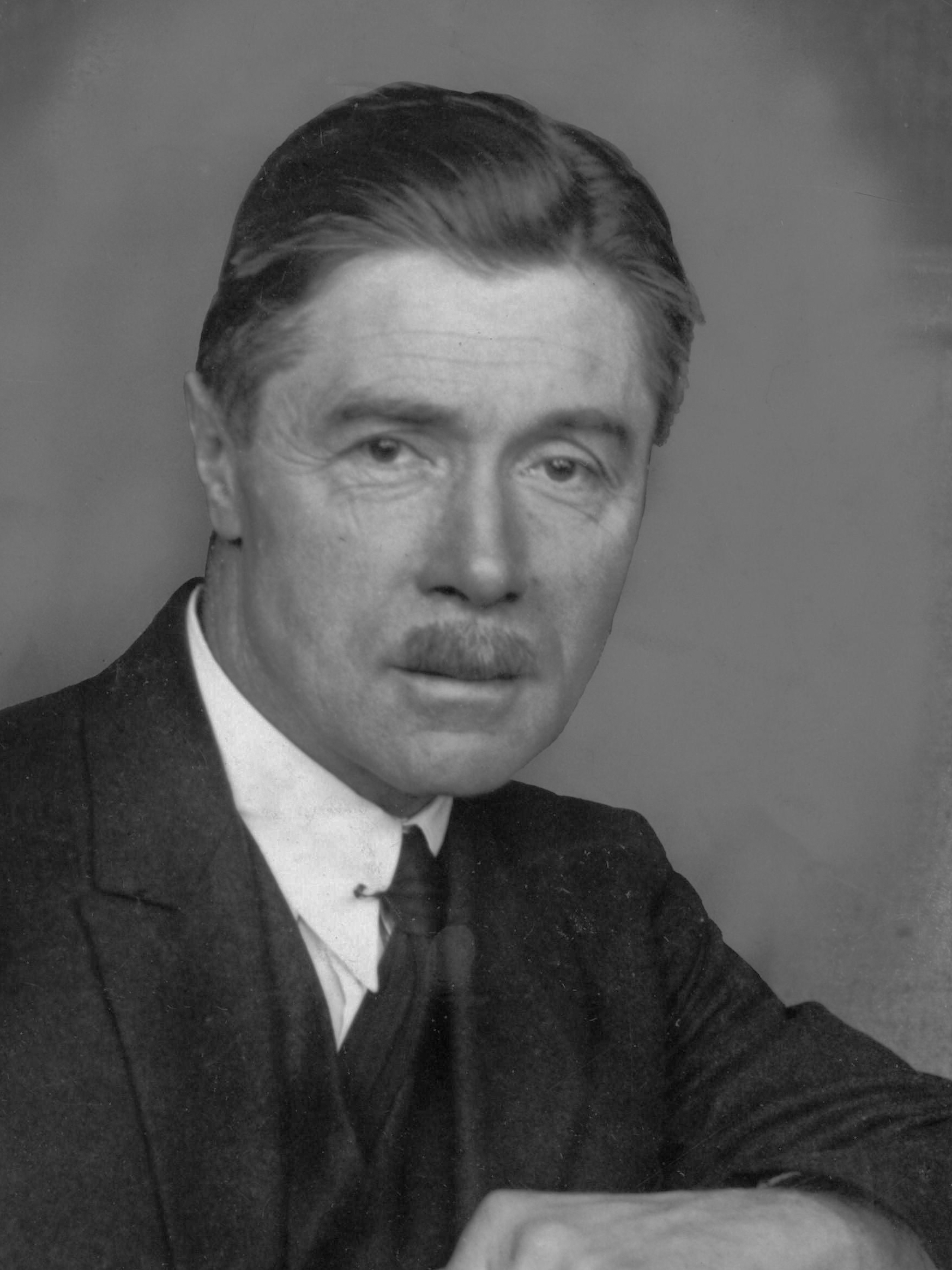
Hendrik Jan Wolter (1925)

Hendrik Jan Wolter (Amsterdam, 15 juli 1873 - Amersfoort, 29 oktober 1952) was een kunstschilder bekend door zijn luministische schilderijen waarin de invloed van Franse Impressionisten is terug te zien.

## Biografie
Wolter werd in Amsterdam geboren en groeide er op in de binnenstad waar zijn vader een drijfriemenfabriek had en later verwarmingstoestellen ging aanleggen.
In 1885 verhuisde het gezin Wolter naar Amersfoort. Daar ontdekte Wolter zijn liefde voor de beeldende kunst. Zijn leraar Duits, W.N.Coenen, had eerder schilderlessen gevolgd aan de Rijksakademie in Amsterdam. Hij gaf Wolter zijn eerste lessen tekenen en schilderen. Na het eindexamen HBS begon Wolter op aandringen van zijn vader aan een militaire opleiding bij de infanterie in Haarlem. In brieven aan zijn moeder uitte hij zijn onvrede over deze keuze en vroeg hij toestemming voor het volgen van een kunstopleiding. Uiteindelijk zwichtte zijn vader en in 1895 startte Wolter aan de Koninklijke Academie voor Schone Kunsten te Antwerpen.
Van 1896 tot 1899 was hij ingeschreven bij het Institut Superieur van de Academie. Na afronding van zijn studie in 1899 keerde hij terug naar Nederland en vestigde zich in Leusden.
Zijn vroegst bekende werken zijn overwegend naturalistisch van stijl, waarbij alledaagse taferelen van eenvoudige arbeiders, maar ook boereninterieurs van moeders met kinderen centraal staan. In die tijd kwam hij regelmatig in Amersfoort en schilderde er verschillende stadsgezichten. Voorbeelden hangen in museum Flehite in Amersfoort. In 1901 nam Wolter voor het eerst deel aan een ledententoonstelling van Arti et Amicitiae. Enige jaren later, in 1904, ontving hij de Willink van Collenprijs, een aanmoedigingsprijs voor jonge kunstenaars die voor het eerst in 1880 werd toegekend. In datzelfde jaar trouwde hij met Popkolina (Koosje) van Hoorn.
Samen vestigden zij zich in het schilderdorp Laren (NH). Daar schilderde hij voor het eerst zijn kenmerkende landschappen en stadsgezichten in heldere, voor die tijd moderne kleuren. Het Gooi werd, mede door de schilderkunst van Ferdinand Hart Nibbrig, Jan Sluijters, Co Breman en Wolter wel gezien als centrum van het plein-air schilderen, dat in de 19e eeuw al door hun voorgangers, de Franse impressionisten, was geïntroduceerd.
Wolter reisde in 1909 voor het eerst naar Zuid-Engeland. Hij bezocht en schilderde er kust- en vissersplaatsen als Polperro, Lynmouth en St. Ives in Devon en Cornwall. Hij haalde veel inspiratie uit zijn tijd in Engeland en zou er vaak terugkeren. In 1914 verhuisde Wolter naar de Amsteldijk 47 in Amsterdam. Het atelier op de 3e verdieping keek uit op de Amstel en de Hoge Sluis. Hier schilderde hij een reeks Amstelgezichten die tot zijn bekendste werk gerekend worden. Het uitbreken van de Eerste Wereldoorlog maakte reizen naar het buitenland onmogelijk. Gedurende die oorlogsjaren schilderde Wolter in Nederland havens, rivieren, steden en dorpsgezichten onder andere in Zeeland (Veere, Tholen, Zierikzee), maar ook in Amsterdam en Rotterdam, Enkhuizen, Dordrecht en Rhenen. Na de oorlog hervatte Wolter zijn reizen naar Engeland, waar hij nu ook Londen bezocht. Hij schilderde vanuit verschillende locaties de Theems, met op de achtergrond Waterloo Bridge of Tower Bridge.
Vanaf het begin van de twintiger jaren schilderde Wolter ook een aantal fabrieken en werkplaatsen, zoals confectie-ateliers en Brouwerij Heineken. In deze periode begon hij ook met het schilderen van portretten en naakten. Tijdens de Olympische Spelen van 1924 (Parijs) nam Wolter deel aan kunstwedstrijden die parallel aan de sportevenementen werden gehouden. In 1928 (Amsterdam) zat hij in de jury die de werken beoordeelde. Eind 1924 volgde Wolter Nicolaas van der Waay op als professor aan de Rijksakademie voor Beeldende Kunsten in Amsterdam.
Als lid en later voorzitter van het Comité voor Nederlandsche Kunsttentoonstellingen in het Buitenland reisde Wolter tussen 1926 en 1938 geregeld naar onder andere Italië, Spanje, Engeland en Frankrijk, waar vooral de kustplaatsen hem inspireerden. Vaak schilderde hij deze plaatsen meerdere keren. Met zijn kenmerkende losse toets legde hij onder andere de havens van Douarnenez en Honfleur vast, maar ook Venetië, Rome, Nice, Albi en Parijs. In 1938 verhuisde Wolter met zijn vrouw naar Rome, waar hij verschillende onderwerpen schilderde, onder meer een serie met paardenrennen in het park bij villa Borghese. In dat jaar ontdekte hij ook het schilderachtige havenplaatsje Camogli, dat hij vele malen op doek en papier vastlegde. Het verblijf was echter van korte duur. Vanwege het uitbreken van de Tweede Wereldoorlog keerde het echtpaar terug naar Nederland en ging weer in Laren wonen. Zijn laatste grote reis naar het buitenland ging naar New York en omgeving, waar hij in 1946 zijn zoon Henk opzocht en zijn laatste stadsgezichten schilderde, onder andere Brooklyn en Manhattan.
De laatste jaren woonden hij en zijn vrouw in het door hem ontworpen "Veilige Haven" aan de Oud Blaricummerweg in Laren. Op 29 oktober 1952 overleed Wolter. Hij werd begraven op de begraafplaats van Laren. Zeven jaar na zijn dood, in 1959, kreeg hij zijn eerste buitenlandse tentoonstelling bij Galerie Bernheim-Jeune in Parijs, getiteld Wolter, le maître hollandais 1873-1952. In 1992 vond in Museum Flehite in Amersfoort een overzichtstentoonstelling plaats onder de titel Wolter, schilder van licht en kleur. In 2010 volgde een tentoonstelling met zijn reizen als thema, getiteld Op reis met Hendrik Jan Wolter, eveneens in Museum Flehite. Werk van Wolter bevindt zich in de collectie van verschillende Nederlandse musea, waaronder het Stedelijk Museum Amsterdam, Museum Boijmans Van Beuningen in Rotterdam, Stadsarchief Amsterdam, Singer Laren en museum Flehite, dat werken van Wolter permanent exposeert.
In 2018 publiceerden de RKD in samenwerking met de Stichting Vrienden van de schilder H.J.Wolter een digitale monografie met als titel: Hendrik Jan Wolter (1873-1952): het geschilderde oeuvre. Deze is gebaseerd op onderzoek van Justine Rinnooy Kan en Nelleke de Vries, die ook de tekst schreven. In de monografie zijn ruim 400 werken van Wolter afgebeeld en beschreven.